# Rudi Bierman
Rudi Bierman (Batavia, 27 december 1922 – Amsterdam, 19 november 1972) was een Nederlands neo-expressionistisch kunstenaar.

## Levensloop
Bierman studeerde aan het Instituut voor Kunstnijverheidsonderwijs en van 1946 tot 1950 aan de Rijksakademie van beeldende kunsten in Amsterdam, waar hij behoorde tot de leerlingen van onder anderen Gé Röling en Heinrich Campendonk. Grote invloed op zijn ontwikkeling als kunstenaar had de ontmoeting met de expressionistische kunstschilder Oskar Kokoschka tijdens een zomeracademiecursus in Salzburg (Schule des Sehens). Naast andere dominante kunstromingen, probeerde Bierman zijn eigen pad te banen en daardoor ontwikkelde hij zijn eigen handschrift. Zijn uitgangspunt was een figuratief expressionisme, waardoor zijn werk de indruk wekt steeds te balanceren tussen abstractie en figuratie. Als docent (vanaf 1964) aan de Academie Minerva in Groningen had hij invloed op de vorming van een jongere generatie Groningse schilders.
In 1950 werd hem de Koninklijke Subsidie voor de Schilderkunst toegekend.
Bierman overleed in 1972, vermoedelijk aan de gevolgen van een hartinfarct .